# Severin (općina)
Severin je općina u Hrvatskoj kraj Bjelovara. Najmanja je općina u sklopu Bjelovarsko-bilogorske županije.

## Zemljopis
Općina obuhvaća samo dva naselja: Severin i Orovac.

## Stanovništvo

### Severin (naseljeno mjesto)
- 2011. – 846
- 2001. – 638
- 1991. – 673 (Hrvati – 482, Srbi – 83, Jugoslaveni – 57, ostali – 51)
- 1981. – 760 (Hrvati – 499, Jugoslaveni – 129, Srbi – 93, ostali – 39)
- 1971. – 820 (Hrvati – 585, Srbi – 167, Jugoslaveni – 10, ostali – 58)

## Poznate osobe
- Marijan Radanović – svećenik, graditelj Nacionalnog svetišta sv. Josipa u Karlovcu.
- Stjepan Blažeković - konzul, publicist
- Petar Ljubojević - vojni zapovijednik u Vojnoj krajini u 18. stoljeću
- Maksim Suvorov - ruski jezikoslovac i tiskar, bio je učitelj u Severinu u 18. stoljeću
- Joakim Marković - srpski slikar, oslikao pravoslavnu crkvu u Severinu

## Sport
- NK Slavija, nogometni klub

## Spomenici i znamenitosti
- Crkva sv. Ivana Krstitelja
- Pravoslavna crkva sv. Petra i Pavla